# 朴範秀
朴 範秀（パク・ポムスー、英語: Park Beom-soo、朝鮮語: 박범수、2005年3月9日 - ）は、大韓民国の男子バドミントン選手。

## 経歴
2022年の世界ジュニア選手権では、趙松炫とペアを組んでベスト4入り。混合団体では、韓国チームのダブルスで出場し優勝する。
2023年のアジアジュニア選手権では、延書妍とペアを組んでベスト4入りを果たす。